# 吻手礼
吻手礼，是西方文化中的一种传统礼节，表示欢迎、礼貌、尊敬或者甚至是奉献，一般用于男子对女子、附庸对领主也可以是孩子对长辈，在少见的情况下男子对男子也可使用（臣子對君王的時候）。

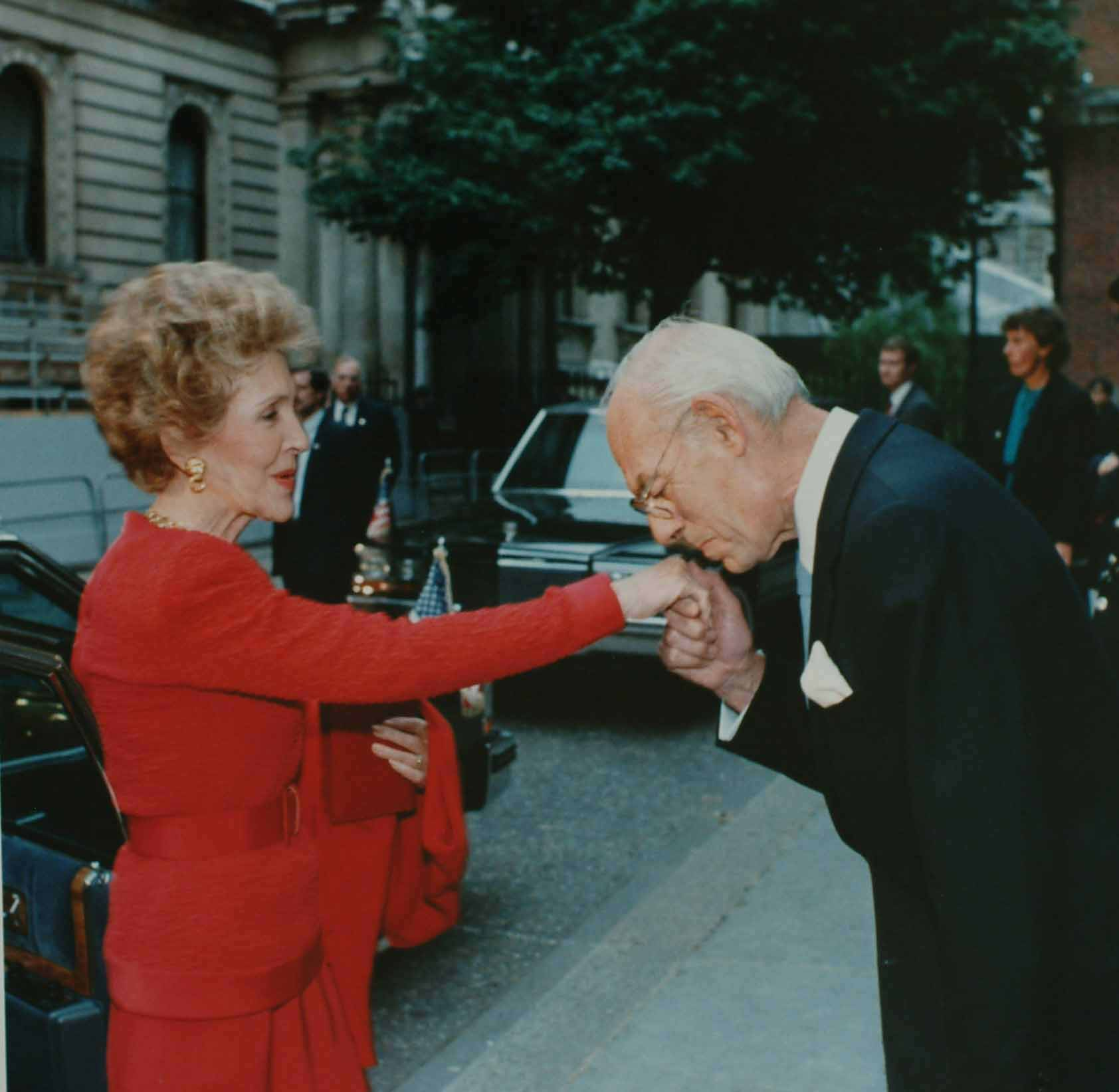
丹尼斯·撒切尔以吻手礼迎接美國第一夫人南希·里根，摄于1988年。

行礼开始时，由受礼者掌心向下伸出一只手（一般是右手），也可以是行礼者主动张开手握住受礼者的一只手。之后，行礼者弯腰俯向这只手的手指前端，（象征性地）以唇吻及受礼者的手背关节处。现代吻手礼要求行礼者的唇不能触及受礼者的手背。行礼过程十分简短，不超过数秒钟。
吻手礼在现代社会中出现得越来越少，大部分局限于一些守旧的上层阶级或者是外交接触。
在土耳其、马来西亚、印度尼西亚、文莱和菲律宾，吻手礼是向长辈表示尊敬的一种普遍行为。而且在传统的吻手结束后，行礼者还会把受礼者的手举向自己的前额。
英语中吻手禮（Kissing Hands）表示英国王室正式任命国家高级官员。尽管过去官员们真的能够亲吻君主的手，但现在已经不这么做了。当英国首相，英國内阁閣员等正式經過任命後，被称为拥有「吻禮之手」（Kissed Hands）之人。
吻手礼在電影《教父》系列中特别显著的应用于突显教父这个角色。一些时代背景鲜明的电影中，比如《危險關係》，也有吻手礼的特写镜头。

## 外部連結
- Catholics kissing prelate's hands on a church watching blog